# 6820 Buil
6820 Buil è un asteroide della fascia principale. Scoperto nel 1985, presenta un'orbita caratterizzata da un semiasse maggiore pari a 2,8532676 UA e da un'eccentricità di 0,0801917, inclinata di 2,48733° rispetto all'eclittica.
L'asteroide è dedicato all'astronomo francese Christian Buil.